# Pavčina Lehota
Pavčina Lehota je obec na Slovensku v okrese Liptovský Mikuláš s populací čítající 401 obyvatel. První písemná zmínka o obci pochází z roku 1233. Obec obklopuje pohoří Nízké Tatry.
Asi nejoblíbenější atrakcí této obce je bobová dráha, která se nachází kousek za obcí. Tato bobová dráha se na svých plakátech a reklamách sama prezentuje jako „Nejstrmější bobová dráha na Slovensku“. V zimě je pak možné navštívit lyžařské středisko Žiarce.
V obci se také nachází Památník SNP, historická dřevěná zvonice a mladší zděná zvonice. Severně od obce je rozhledna Pavčina Lehota.
Obcí protéká Dedinský potok.
Nejbližší obce jsou Bodice, Lazisko, Svätý Kríž a Demänovská dolina.
Katastrem Pavčiny Lehoty vede značená turistická naučná stezka Náučný chodník Jelšie.

## Galerie

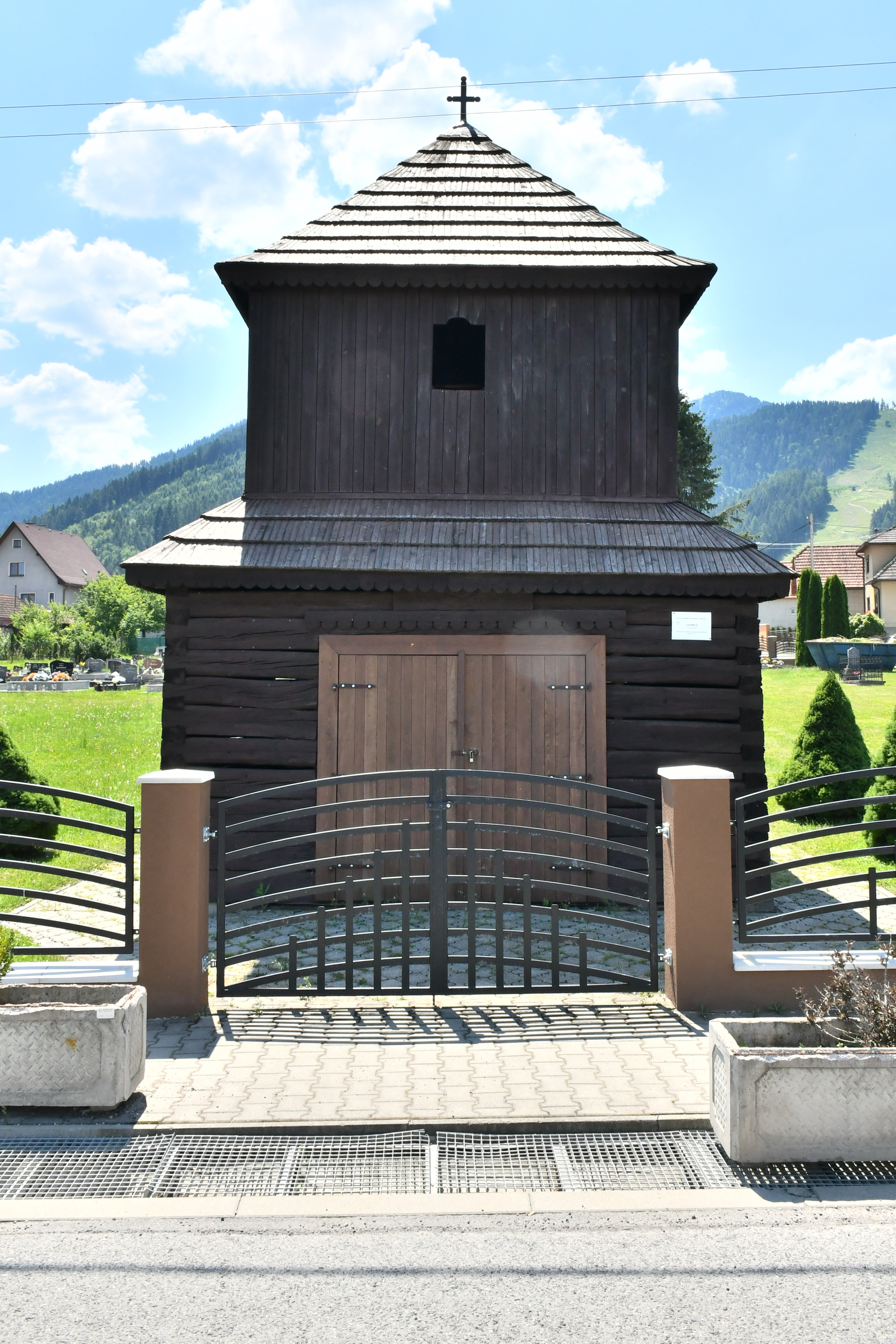
Dřevěná zvonice
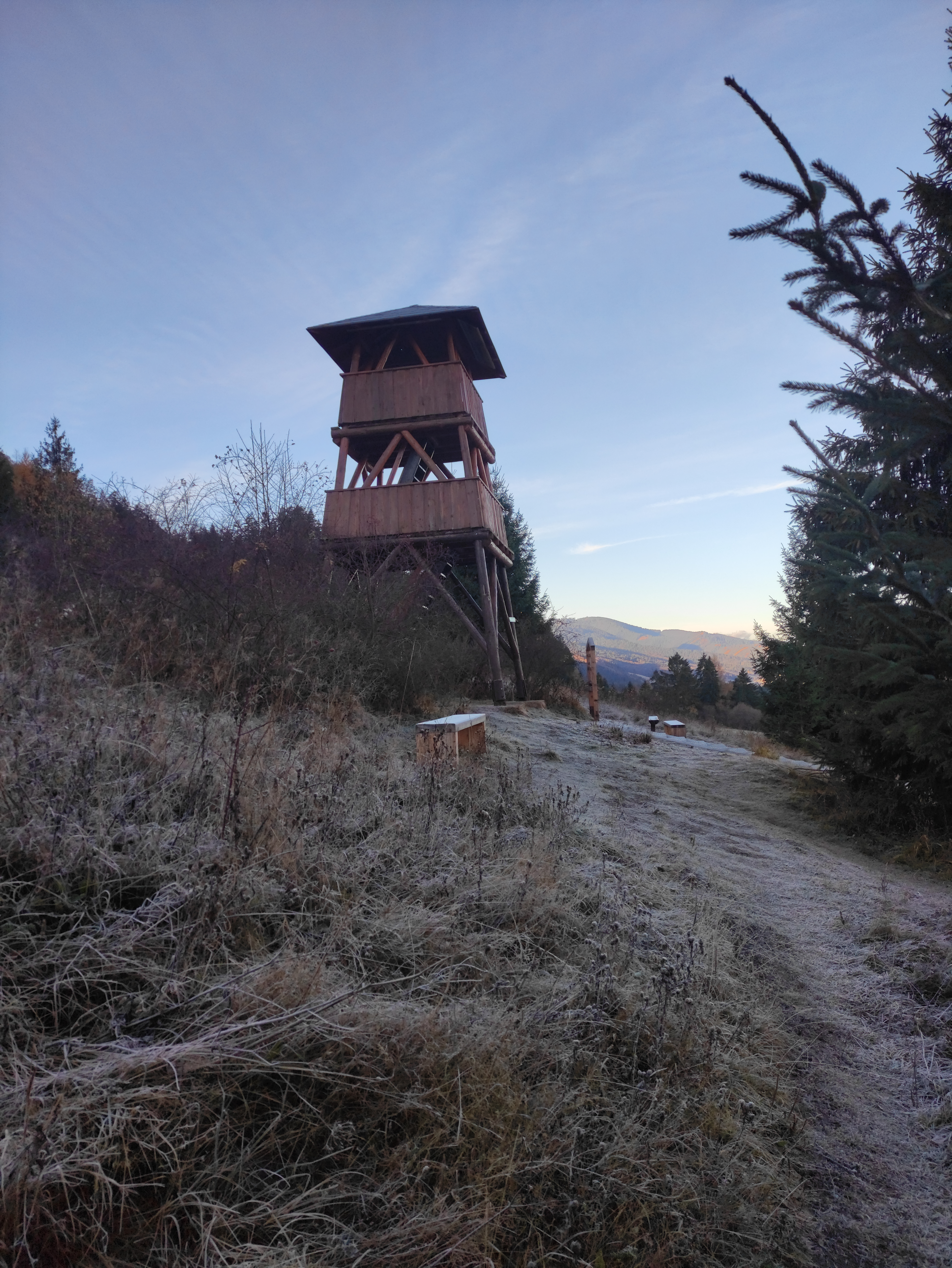
Rozhledna Pavčina Lehota